# عمارة بنغلاديش

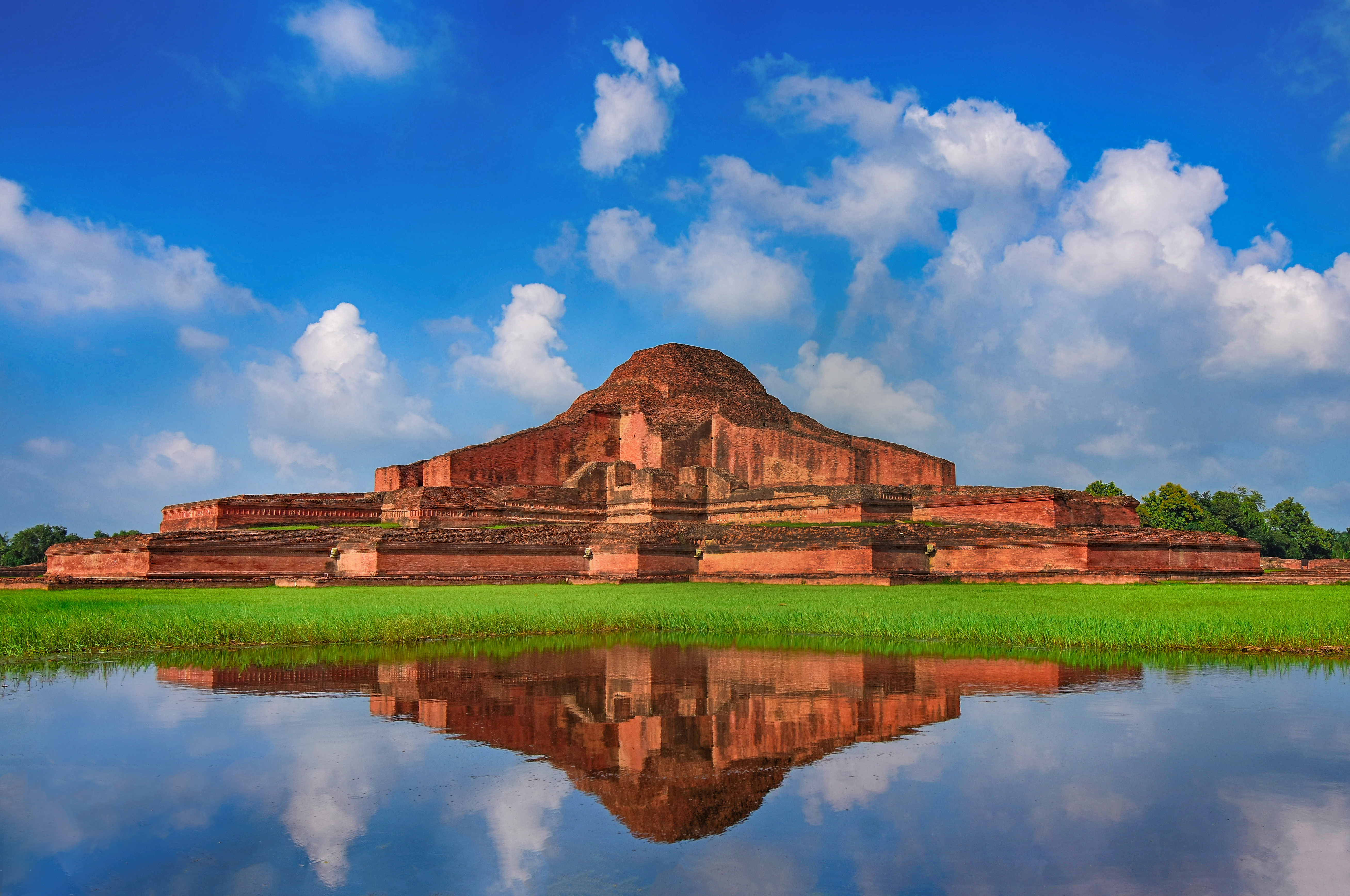

تتشابك عمارة بنغلاديش مع عمارة منطقة البنغال وشبه القارة الهندية الأوسع. تتميز العمارة في بنغلاديش بتاريخ طويل وهي متجذرة في ثقافة بنغلاديش وديانتها وتاريخها. تطورت العمارة على مر القرون واستوعبت التأثيرات الاجتماعية والدينية والمجتمعات الغربية. تمتلك العمارة في بنغلاديش تأثيرًا ملحوظًا على نمط الحياة والتقاليد والحياة الثقافية للشعب في بنغلاديش. يوجد في بنغلاديش العديد من الآثار المعمارية والنصب التذكارية التي يعود تاريخها إلى آلاف السنين.

## عمارة بالا البوذية
إمبراطورية بالا هي إمبراطورية هندية مبكرة من سلالة بنغالية بوذية حكمت من البنغال (التي تضم بنغلاديش حاليًا)، منذ القرن الثامن وحتى القرن الثاني عشر. ابتكرت إمبراطورية البالا شكلًا مميزًا للعمارة والفن البنغاليين المعروفين باسم «مدرسة بالا لفن النحت». كانت الهياكل العملاقة لفيكراماشيلا فيهارا وأودانتابوري فيهارا وجاغدال فيهارا من روائع عمارة بالا. دُمرت هذه الهياكل العملاقة على يد قوات بختيار الخلجي. يُعد سومابورا ماهافيهارا وهو معبد بناه دهارمابالا في باهاربور في بنغلاديش، أكبر فيهارا بوذي في شبه القارة الهندية، وقد وُصف بأنه «متعة لعيون العالم». جعلت اليونيسكو من هذا المعبد موقعًا للتراث العالمي في عام 1985. اتُبع أسلوب بالا المعماري في كل أنحاء جنوب شرق آسيا والصين واليابان والتبت. حصلت البنغال على اسم «عشيقة الشرق». تقول الدكتورة ستيلا كرامريش: «كان لفن بيهار والبنغال تأثير كبير على فنون نيبال وبروما وسريلانكا وجاوا». كان كل من دهيمان وفيتبالا نحاتين مشهورين في بالا. يقول السيد جاي. سي فرينش عن سومابورا ماهافيهارا بحزن: «في الأبحاث عن أهرامات مصر، ننفق ملايين الدولارات سنويًا، ولكن هل أنفقنا 1% فقط من هذه الأموال لأجل التنقيبات الأثرية في سومابورا ماهافيهارا؟ من يعلم ما هي الاكتشافات غير العادية التي يمكن أن نجدها؟».

## العمارة الهندية الإسلامية
كانت سلطة البنغال عصرًا لسلالة نواب المسلمة التي تعود أصولها لآسيا الوسطى، والتي حكمت بشكل مستقل عن الإمبراطورية المغولية منذ عام 1342 حتى 1576. عُثر على معظم العمارة الإسلامية في تلك الفترة في منطقة غور التاريخية، وهي اليوم إقليم راجشاهي ومنطقة مالدا في ولاية البنغال الغربية. تشير العمارة في تلك الفترة إلى تطور أسلوب محلي فريد متأثر بالتقاليد المعمارية البنغالية. كانت سونارغون أيضًا عاصمة سلطنة (عاصمة اتحاد بارو- بهويان) قبل وصول المغول ودكا إلى داخل حدود دولاي كال، إذ جُسدت عمارة السلطنة في مباني مثل مسجد الستين قبة ومسجد سونا ومسجد كوسومبا.

### عمارة مغول الهند
أصبح جزء كبير من البنغال في عام 1576 تحت سيطرة إمبراطورية المغول. في ذلك الوقت، ظهرت دكا كقاعدة عسكرية لسلطنة المغول الهندية. أدى تطوير البلدات والإسكان إلى نمو كبير في عدد السكان، إذ أُعلن عن المدينة من قبل السوبادار إسلام خان الأول كعاصمة سوبا بنغالا في عام 1608، وخلال هذا الوقت بُني العديد من المساجد والحصون. بُنيت بارا كاترا بين عامي 1644 و1646 ميلادي، لتكون المقر الرسمي للأمير المغولي شاه شجاع، الابن الثاني للإمبراطور شاه جهان.
بلغت العمارة الهندية المغولية في بنغلاديش الحالية ذروتها في عهد السوبيدار شايستا هان، وبقي في الحصن الأفغاني القديم في المنطقة (السجن المركزي القديم الحالي)، وشجع بناء البلدات الحديثة والأشغال العامة في دكا، مما أدى إلى توسع حضري واقتصادي هائل. كان راعيًا للفنون وشجع على بناء المعالم العظيمة في جميع أنحاء المقاطعة، بما في ذلك المساجد والأضرحة والقصور التي تمثل أرقى الآثار المعمارية المغولية. وضع خان الأساس لحصن لالباغ (أيضًا حصن أورانغاباد) ومسجد شاوك دكا ومسجد لالباغ شاهي ومسجد سات وشوتو كارترا. أشرف أيضًا على بناء ضريح ابنته بيبي باري في منطقة الحصن.